# Landangan
Landangan is een bestuurslaag in het regentschap Situbondo van de provincie Oost-Java, Indonesië. Landangan telt 2914 inwoners (volkstelling 2010).